# John R. Leonetti
John Robert Leonetti (ur. 4 lipca 1956 w Los Angeles) – amerykański reżyser filmowy i telewizyjny, fotograf.
Jest on autorem zdjęć do pierwszej części filmu Mortal Kombat z 1995, a także reżyserem jego sequela pt. Mortal Kombat 2: Unicestwienie z 1997.